# Katie Price

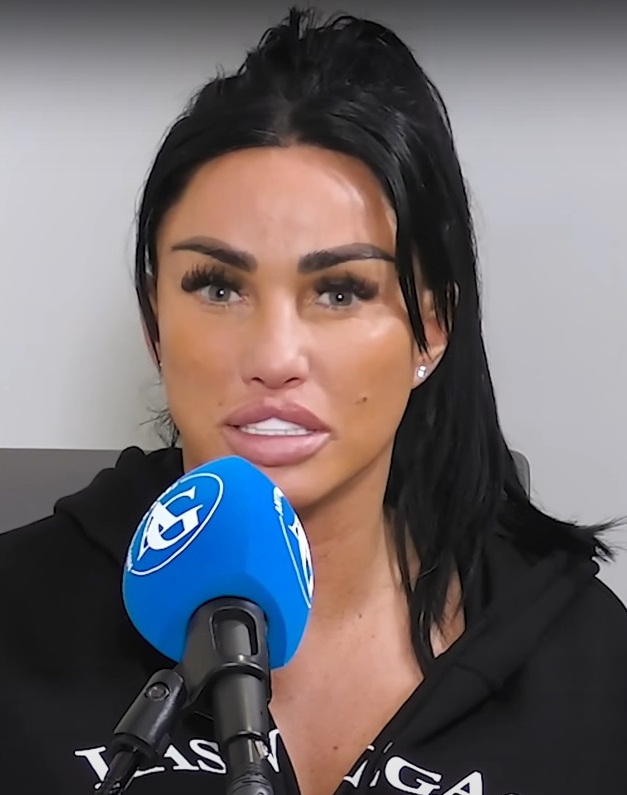
Katie Price (2024)

Katrina Amy Alexandra Alexis „Katie“ Price, geborene Infield, (* 22. Mai 1978 in Brighton in England) ist ein britisches Model, eine Sängerin, Unternehmerin und Schriftstellerin. Zu Beginn ihrer Karriere wurde sie unter dem Künstlernamen Jordan bekannt, den sie nicht mehr verwendet.

## Biografie

### Kindheit
Als Price vier Jahre alt war, verließ ihr Vater die Familie. Ihre Mutter heiratete einige Zeit später einen Mann namens Price. Seitdem lautet ihr Nachname Price statt Infield. Sie besuchte die Blatchington Mill High School in Brighton. Mit 13 Jahren ließ sie sich für eine Bekleidungsfirma fotografieren.

### Der Durchbruch als „Page Three girl“

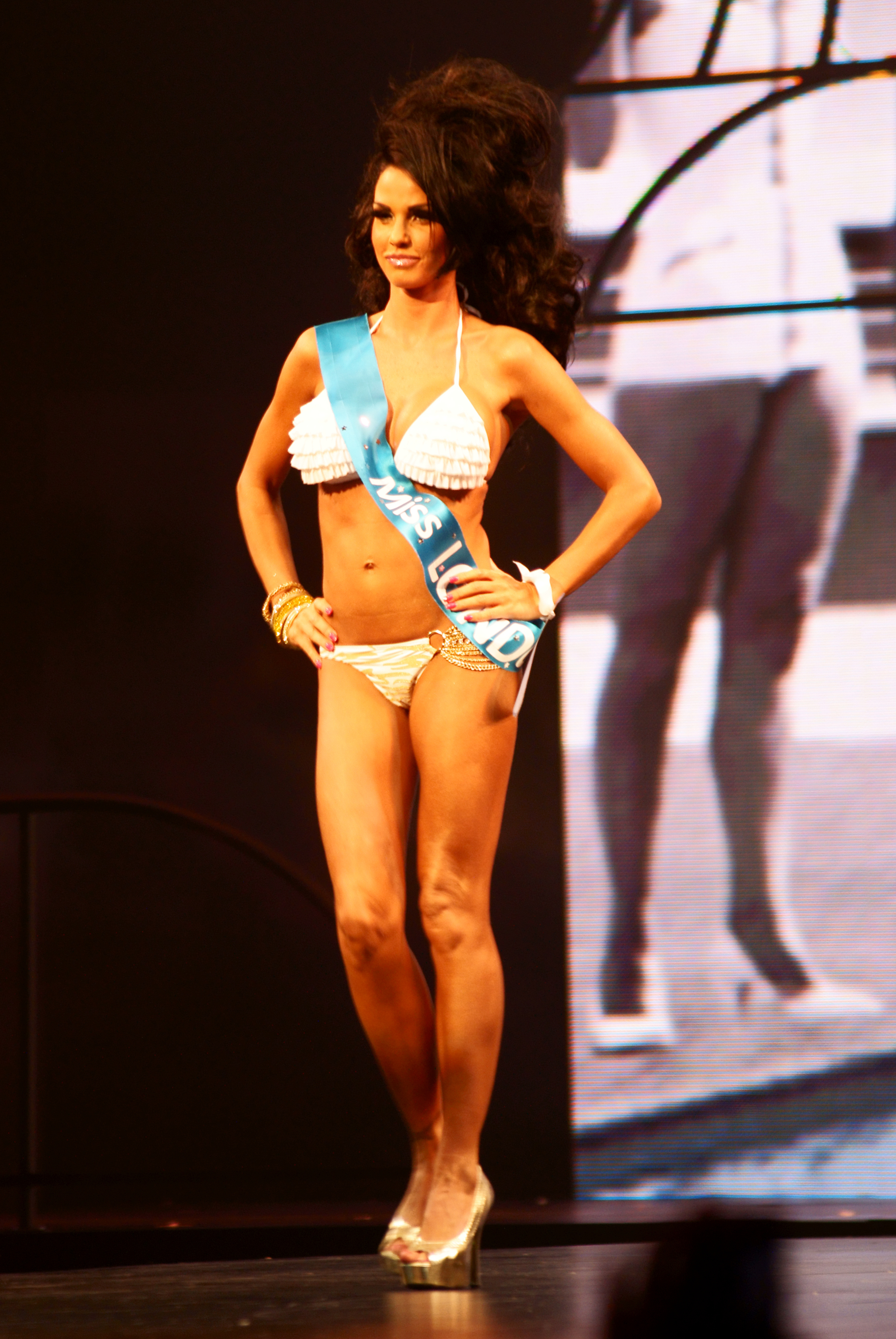
Katie Price (2009)

Bekannt wurde Price durch die Fotos als „Page Three girl“ in der englischen Boulevardzeitung The Sun und durch mehrfache Brustvergrößerungen. Im November 1997 erschien Price in einer Sonderausgabe des Männermagazins Playboy. Bis 1999 war Price weitere fünfmal in Playboy’s Book of Lingerie zu sehen.
Im selben Jahr trat Price auf einigen „Promotional Events“ für das Formel-1-Team Jordan Grand Prix auf und wurde von der Boulevardpresse zum ersten Boxenluder erklärt. Daher stammt auch ihr Künstlername „Jordan“.
Im September 2002 ließ Price sich für den Playboy fotografieren und im Laufe des Jahres erschien ihr erster Kalender. Außerdem fing sie an, Gesangsunterricht zu nehmen.

### Dokumentationen und Bücher
Die BBC sendete innerhalb der letzten Jahre drei Dokumentationen von Richard Macer, die Price' bisheriges Leben zum Thema hatten. 2002 erschien der erste Teil unter dem Titel Jordan: The Truth About Me. 2004 erschienen Jordan: The Model Mum und Jordan: You Don't Even Know Me.
Im Mai 2004 erschien zudem Price' erste Autobiografie unter dem Titel Being Jordan, die ein Publikumserfolg wurde.
2006 veröffentlichte Price den erotischen Roman Angel und 2007 drei Kinderbücher mit dem Titel Perfect Ponies, ihren zweiten erotischen Roman Crystal und ihre zweite Autobiografie Jordan: A Whole New World. Vielfachen Berichten in der britischen Presse zufolge wurden Price' Bücher von einem Ghostwriter, der Schriftstellerin Rebecca Farnworth, verfasst.

### Politik
Am 7. Juni 2001 kandidierte Price bei den der britischen Unterhauswahlen als Kandidatin für den Wahlkreis Manchester. Ihr Wahlspruch lautete: „For a Bigger and Better Future“ („für eine größere und bessere Zukunft“). Sie versprach den Wählern kostenlose Brustvergrößerungen und die Abschaffung von Strafzetteln. Sie erhielt 713 (1,8 %) der Wählerstimmen.

### Musik
Am 5. März 2005 nahm Price an der Sendung Making Your Mind Up teil und sang ein Lied mit dem Titel Not Just Anybody. In der Sendung belegte Price lediglich den zweiten Platz und konnte deshalb ihr Heimatland, das Vereinigte Königreich, nicht beim Eurovision Song Contest in der Ukraine vertreten. 2006 nahm sie mit ihrem damaligen Ehemann Peter André ein von Sony BMG produziertes Album mit Duetten auf (Titel: A Whole New World), dessen Erlös verschiedenen britischen Wohltätigkeitsorganisationen zufloss, unter anderem einer jüdischen. Wenige Jahre zuvor hatte Price öffentlich gemacht, dass ihre Großmutter mütterlicherseits Jüdin ist. Am 20. August 2015 berichtete die britische Zeitung The Sun, Price hätte ihr Interesse bekundet, für das Vereinigte Königreich beim Eurovision Song Contest 2016 anzutreten.

### TV und Film
Ab den frühen 2000er Jahren trat Price regelmäßig in britischen TV-Formaten auf. 
Unter anderem nahm Price sowohl im Jahre 2004 als auch im Jahre 2009 an der britischen Ausgabe der Sendung Ich bin ein Star – Holt mich hier raus! (I’m a Celebrity, Get Me Out of Here!) teil. 2004 belegte sie den fünften Platz, 2009 stieg Price am 22. November 2009 vorzeitig aus der Show aus, nachdem das Publikum sie an sieben aufeinanderfolgenden Tagen in die Dschungelprüfung gewählt hatte. 
Zwischen 2004 und 2009 war Price gemeinsam mit ihrem damaligen Ehemann Peter Andre in der Reality-Show Katie & Peter zu sehen, in der das Leben des Paares mit der Kamera begleitet wurde. Nach der Trennung von Andre im Sommer 2009 führte Price ein vergleichbares Format namens Katie für einige Jahre fort.
2015 belegte sie in der britischen Ausgabe von Promi Big Brother (Celebrity Big Brother) den ersten Platz.
2017 war sie im Fernsehfilm Sharknado 5: Global Swarming zu sehen.

### Eigene Kollektion an Reitkleidung
Price ist seit ihrem siebten Lebensjahr leidenschaftliche Reiterin. Unter der Marke Katie Price Equestrian (zu deutsch: „Katie Price Reitsport“) präsentierte sie 2009 ihre eigene Kollektion. Am 23. August 2009 stellte Price im Santa María Polo Club in Sotogrande (Südspanien) Reitkleidung ihrer Marke vor. Die Kollektion stand unter dem Motto put some glamour and sparkle into your riding und richtete sich an Damen (KPE clothing) und Kinder (KPE pony).

### Privatleben
2002 litt Price unter einem bösartigen Tumor (Leiomyosarkom) am Finger. Den Tumor ließ sie sich im Nuffield Hospital in Brighton entfernen.
2002 bekam Price ihr erstes Kind, einen Sohn, der aufgrund einer Unterentwicklung des Sehnervs blind geboren wurde und an Autismus und dem Prader-Willi-Syndrom leidet. Vater des Kindes ist Dwight Yorke, ehemaliger Fußballnationalspieler von Trinidad und Tobago, mit dem sie zuvor kurzzeitig liiert war. Nachdem der Comedian Frankie Boyle in seinem Programm 2011 geschmacklose Scherze über ihren Sohn gemacht hatte, wurde eine Replik von Price in der Daily Mail veröffentlicht, in der sie sich für einen respektvollen Umgang mit Behinderten einsetzt. Der Sender Sky Living sendete dazu die 45-minütige Dokumentation „Katie: Standing up for Harvey“.
Während der Teilnahme bei I’m a Celebrity, Get Me Out of Here! im Jahre 2004 lernte sie Peter André kennen. Am 13. Juni 2005 kam ihr erstes gemeinsames Kind, ein Junge, zur Welt. Am 10. September 2005 heirateten die beiden in Newbury.
2007 wurde Price zur Grattan Celebrity Mom of the Year 2007 gewählt. Im selben Jahr bekam Price ein weiteres Kind mit André, diesmal ein Mädchen.
Im Mai 2009 gaben Price und Andre das Ende ihrer Ehe bekannt, vier Monate später erfolgte die Scheidung. 
2010 heiratete Price ihren Partner, den Profi-Mixed-Martial-Arts-Wettkämpfer (Cage Fighter) Alex Reid in Las Vegas. Reid wurde durch die Englische TV-Show Celebrity Big Brother bekannt, wo er am 29. Januar 2010 als Gewinner aus dem Haus ging. Dane Bowers, der Ex-Freund von Price und ebenfalls Teilnehmer dieser Show, schaffte es durch Zuschauerabstimmung auf den zweiten Platz. Im Januar 2011 trennte sich das Paar.
Anfang 2013 heiratete Price Kieran Hayler, einen ehemaligen Stripper. Mitte August, zwei Monate vor dem eigentlichen Geburtstermin, kam ihr gemeinsamer Sohn in einer Notoperation zur Welt. Im Mai 2014 gab sie bekannt, dass sie sich von Hayler getrennt hat, nachdem dieser mit ihrer besten Freundin eine siebenmonatige Affäre hatte. Gleichzeitig gab sie bekannt, mit ihrem fünften Kind schwanger zu sein. Ihre Tochter kam am 3. August 2014, zwei Wochen zu früh, auf die Welt. Zwischenzeitlich versöhnte sie sich mit Hayler, bevor im Jahre 2018 die endgültige Trennung und 2020 die Scheidung erfolgte.
2015 ließ sie ihre Brustimplante wegen einer Infektion entfernen.

### Insolvenz
Am 26. November 2019 berichtete die BBC unter Bezugnahme auf Informationen des zuständigen Insolvenzgerichts des High Courts, dass Price in einer Anhörung, zu der sie nicht erschienen war, als bankrott erklärt worden sei, nachdem sie einem Schuldentilgungsplan nicht hinreichend nachgekommen sei.

## Werke

### Autobiografien
- Being Jordan, Blake Publishing, 2005, ISBN 1-84454-132-0.
- Jordan: A Whole New World, Arrow, 2007, ISBN 0-09-949785-9.

### Romane
- Angel, Arrow, 2006 ISBN 0-09-949786-7.
- Crystal, Century, 2007 ISBN 1-84605-037-5.

### Kinderbücher
- Katie Price’s Perfect Ponies: Ponies to the Rescue (My Perfect Pony), Bantam, 2007 ISBN 0-553-82073-7.
- Katie Price’s Perfect Ponies: Here Comes the Bride (My Perfect Pony), Bantam, 2007 ISBN 0-553-82074-5.
- Katie Price’s Perfect Ponies: Fancy Dress Ponies (My Perfect Pony), Bantam 2007 ISBN 0-553-82076-1.

## Filmografie
- 2002: Jordan: The Truth About Me (Fernseh-Dokumentation)
- 2002: Tour of Erotica (Dokumentation, die auf dem Erotica Festival gezeigt wurde)
- 2004: Jordan: You Don't Even Know Me (Fernseh-Dokumentation)
- 2004: Jordan: The Model Mum (Fernseh-Dokumentation)
- 2005: The Jordan Workout (Fitness-DVD)
- 2010: What Katie did next (Fernseh-Dokumentation)

Außerdem war Price in This Morning und The Frank Skinner Show zu sehen.

## Diskografie

### Alben
- 2006: A Whole New World (mit Peter André; Sony BMG)

### Singles
- 2006: A Whole New World (mit Peter André)
- 2010: Free to Love Again